# Miratemnus hirsutus
Espèce
Miratemnus hirsutus est une espèce de pseudoscorpions de la famille des Atemnidae.

## Distribution
Cette espèce se rencontre en Afrique du Sud et au Zimbabwe.

## Publication originale
- Beier, 1955 : Pseudoscorpionidea. South African animal life. Results of the Lund Expedition in 1950-1951, Almquist and Wiksell, Stockholm, vol. 1, p. 263-328.